# Manuel Peleguer

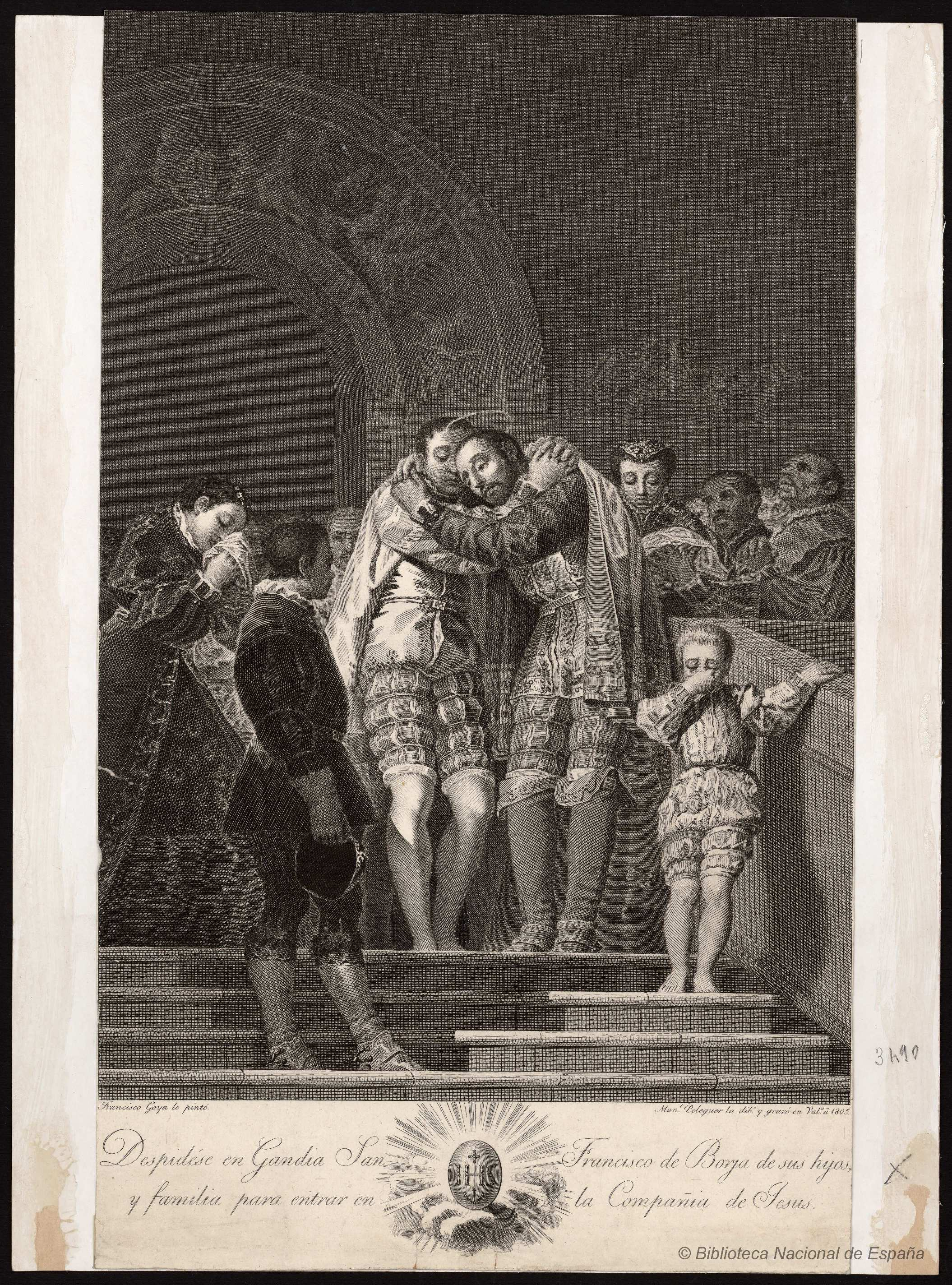
San Francisco de Borja se despide de su familia en Gandía para ingresar en la Compañía de Jesús, grabado de Manuel Peleguer (1805) a partir del cuadro pintado por Francisco de Goya para la capilla de San Francisco de Borja de la catedral de Valencia. Biblioteca Nacional de España.

Manuel Peleguer y Tossar (Valencia, 1759-1831) fue un grabador español de láminas y medallas en hueco.

## Biografía
Hijo de un platero de su mismo nombre, inscrito como socio de mérito en las clases de Platero y Grabado en la Real Sociedad Económica de Amigos del País de Valencia en 1777, en 1784 tenía en la calle Platería su fundición e imprenta, en la que editó, con los tipos de letra de gusto neoclásico creados por él mismo, una Gramática inglesa, y castellana, o Arte metódico y nuevo para aprender con facilidad el idioma inglés, escrita por Juan Steffan, intérprete de lenguas de la Real Junta de Comercio y del Consulado de Valencia. Un muestrario comercial de su tipografía, impreso en 1786, guarda la Biblioteca Nacional de España: Muestra de los caracteres que se funden e imprimen por D. Manuel Peleguer Académico de mérito de la Real Academia de S. Carlos y Socio de mérito de la Real Sociedad de Valencia; cuyos punzones y matrices son hechos enteramente por el mismo.
Sucedió a Manuel Bru como teniente director de grabado de la Academia de Bellas Artes de San Carlos de Valencia, en 1802, y a la muerte de Manuel Monfort, en 1806, obtuvo el nombramiento de director de grabado de la misma institución, siendo el segundo grabador en ocupar dicho cargo.
Su hijo, Vicente Peleguer (1793-1865), que en alguna lámina firmó «Peleguer el hijo», fue también grabador.
Peleguer grabó los troqueles para la acuñación de los premios concedidos por la Comisión de Industria y Artes de Valencia y las medallas de los premios generales de la Academia de San Carlos, además de diversas medallas conmemorativas encargadas, entre otras instituciones, por el Ayuntamiento de Valencia con motivo del nacimiento de los gemelos Carlos y Felipe, nietos de Carlos III y en homenaje de gratitud por la paz firmada con Inglaterra en 1784, para la que contó con un diseño de José Camarón Bonanat (Museo del Prado), la proclamación en Valencia de Carlos IV (1789, Madrid, Museo Arqueológico Nacional y Museo Lázaro Galdiano) o la visita de la familia real a Valencia en 1802 (Museo Arqueológico Nacional). Por encargo de la Real Academia de San Carlos dio el dibujo para la medalla conmemorativa de la beatificación de Nicolás Factor en 1787, grabada por Vicente Capilla, su condiscípulo en la Academia (Museo del Prado).
Muy abundantes son los grabados a buril y en lámina, estampas de devoción en su mayor parte encargadas por cofradías parroquiales y órdenes religiosas, en alguna ocasión por dibujo propio (retrato de fray Gabriel Ferrandis, 1784, imágenes de la Asunción como se venera en Elche y de Nuestra Señora de la Fuensanta) pero más a menudo por dibujo de José Camarón (la Inmaculada como patrona de España, tal como se venera en el convento de San Francisco de Valencia, con los reyes Carlos III y Carlos IV; Glorioso martirio de los 23 protomártires del Japón, San Rafael Arcángel, 1794; San José de Calasanz, 1795); Luis Antonio Planes (El divino pastor de las almas y La divina pastora de las almas), Mariano Torra (retratos del arzobispo de Valencia Antonio Despuig y Dameto y de Narcisa María de Santo Tomás, religiosa franciscana del convento de Nuestra Señora de los Ángeles), José Zapata (San Justo niño, mártir, como se veneraba en la iglesia del colegio de la Compañía de Jesús de Valencia, estampa que ha servido en fecha reciente para identificar un lienzo de los fondos del Museo de Bellas Artes de Valencia que se tenía por anónimo por desconocimiento tanto de la procedencia como del motivo representado) y Andrés Crua (retrato del jesuita Juan Andrés, 1818). Contribuyó también con alguna ilustración a la edición del Quijote hecha en Barcelona en la imprenta de Sierra y Martí (1808), y abrió once láminas con asuntos del Viejo y Nuevo Testamento para la colección de estampas de la Biblia (c. 1816).
Menos frecuentes son en su obra los grabados de reproducción, pero es en este género donde se encuentran las dos estampas que mayor prestigio le dieron, por las que fue recibido el 4 de febrero de 1816, junto con María del Carmen Saiz, como académico de mérito en la Real Academia de Bellas Artes de San Fernando: las reproducciones por dibujo propio de las dos historias de la vida de san Francisco de Borja pintadas por Francisco de Goya en 1788 para su capilla en la catedral de Valencia, por encargo de la duquesa de Osuna: San Francisco de Borja despidiéndose de su familia (1805) y Milagro de san Francisco de Borja o San Francisco de Borja y el impenitente —«El crucifijo de S. Francisco de Borja confirma con su sangre la reprobación de un pecador moribundo e impenitente»— (1807) (hay ejemplares en la Biblioteca Nacional de España, el Museo Lázaro Galdiano, la Real Academia de Bellas Artes de San Fernando y el Museo Nacional de Cerámica y Artes Suntuarias González Martí). También grabado de reproducción es la estampa del Angélico doctor santo Tomás de Aquino, grabada en 1823 por dibujo de su hijo Vicente a partir de una pintura atribuida a Francisco Ribalta.